# 임베디드 운영체제
임베디드 운영 체제(Embedded operating system)은 보통 하드웨어에 내장되어 있는 운영 체제로, 보통 전자제품, PDA, 휴대전화, 디지털카메라 등 소형 정보 기기와 자동차에 주로 사용된다. 보통 휴대용 정보기기는 작은 기억용량, 느린 중앙 처리 장치, 한정된 배터리 용량 등이 특징이지만 차츰 개인용 컴퓨터에서 지원하는 다양한 기능들을 포함하여 확대되고 있는 추세이다.
내장형 정보기기 중 PDA의 운영 체제로 팜이 개발한 팜(Palm) OS, 마이크로소프트가 개발한 윈도 CE 등이 있고 요즘 스마트폰에 사용되는 애플의 iOS와 구글의 안드로이드 등을 들 수 있다.

## 종류
- 임베디드 리눅스
- NuttX
- VxWorks

## 같이 보기
- 임베디드 시스템